# Fernanda Torres
Fernanda Torres (Río de Janeiro; 15 de septiembre de 1965) es una escritora y actriz brasileña de cine, teatro y televisión. Torres creció inmersa en el mundo del arte y la actuación, debido a que es hija de la actriz Fernanda Montenegro y del actor Fernando Torres. Con una sólida trayectoria como actriz, Torres se ha convertido en una figura central de la cultura brasileña contemporánea, destacándose en papeles de producciones dramáticas y cómicas.
A lo largo de su carrera, Fernanda ha recibido numerosos premios, entre ellos el de Mejor Actriz en el Festival de Cine de Cannes de 1986 por Eu Sei que Vou te Amar, convirtiéndose en la primera brasileña y segunda latina en obtener dicho galardón, después de Norma Aleandro. Por su actuación aclamada por la crítica en la película dramática Aún estoy aqui (2024), Torres ganó el Globo de Oro a la mejor actriz - Drama,convirtiéndose en la primera brasileña en obtenerlo. También fue nominada en los Premios Satellite y en Los Angeles Film Critics Association. Además, se convirtió en la segunda actriz brasileña, después de su madre y en el primer dúo de madre e hija nominadas en los Premios Oscar en la categoría de Mejor Actriz desde Judy Garland y Liza Minnelli.
Su primera novela, El fin, vendió más de 200.000 copias en Brasil y fue traducida a otros 7 idiomas.

## Trayectoria

### Cine
Torres hizo su debut en la película Inocência, dirigido por Walter Lima Jr. en 1983. Posteriormente trabajó en A Marvada Carne (1985), de André Klotzel, por el que ganó el premio a Mejor Actriz del Festival de Gramado. En 1986 protagonizó Eu Sei que Vou te Amar de Arnaldo Jabor, donde ganó el Premio a la Mejor Actriz del Festival de Cine de Cannes. Luego, trabajó en películas brasileñas reconocidas junto a artistas internacionales, como ser;  A Guerra de um Homem (1991), de Sergio Toledo, con Anthony Hopkins y Norma Aleandro.
En 1998 protagonizó Gêmeas y en 2005 tuvo un papel principal en Casa de Areia, que coprotagonizó junto a su madre Fernanda Montenegro. Ambos filmes fueron dirigidos por Andrucha Waddington, su marido desde 1997 y padre de sus dos hijos.
En 2024, interpretó a Eunice Paiva en la película biográfica Aún estoy aquí, trabajando nuevamente con el director Walter Salles. Por su actuación, Fernanda se convirtió en la segunda brasileña en ser nominada a un Globo de Oro a la Mejor Actriz - Drama , la primera fue su madre Fernanda Montenegro 26 años antes que ella, y se convirtió en la primera brasileña en ganar el premio.

### Televisión
En 1979 debutó en televisión en el programa Nossa Cidade , de TVE, dirigido por Sérgio Britto. En el mismo año debutó en TV Globo , en la serie Aplauso , dirigido por Domingos Oliveira. Su debut en las telenovelas se produjo en 1981, a los 15 años, cuando interpretó el personaje de Fauna Rosa França en 30 capítulos de Baila Comigo.
De 2001 a 2003, Torres protagonizó junto a Luiz Fernando Guimarães la serie Os Normais , que mostraba con humor y lenguaje innovador las situaciones cotidianas vividas por la pareja Rui y Vani.
De 2011 a 2015, Torres protagonizó, junto a Andrea Beltrão, la serie de comedia Tapas & Beijos. En 2016 escribió el guion del largometraje O Juízo, con su madre en el reparto. En 2018, confirmada en la segunda temporada de la serie Sob Pressão, como Renata, la nueva administradora del hospital. Como presentadora, desarrolló los proyectos Minha Estupidez y Bicho Homem para televisión, y el podcast A Playlist da Minha Vida, como entrevistadora y guionista, en la plataforma Deezer.

### Teatro
A los trece años, Torres ingresó a la Escuela de Teatro O Tablado de Río de Janeiro. Su primera actuación en escena fue en 1978, en la obra Um Tango Argentino , de la dramaturga María Clara Machado, junto a Fernanda Montenegro. Torres actuó en más de una decena de obras de teatro, habiendo recibido muchos elogios por obras como Orlando (1989), de Bia Lessa ; Da Gaivota (1998), de Daniela Thomas; Dos mujeres y un cadáver (2000), de Aderbal Freire Filho; 5 x Comedia , de Hamilton Vaz Pereira . Fue la primera actriz de la Companhia de Ópera Seca , fundada por Gerald Thomas, habiendo actuado en tres obras de teatro, entre ellas The Flash and Crash Days (1991) - compartiendo escenario con su madre - que se representó en gira por Estados Unidos y Europa.
En su dilatada carrera teatral destaca, entre otros, el monólogo A Casa dos Budas Ditosos, basado en la novela homónima de João Ubaldo Ribeiro , que se estrenó en 2003. Fue visto por más de dos millones de espectadores  y todavía sigue en exhibición, debido a su inmenso éxito.

### Escritora
En 2007, comenzó a escribir para periódicos y revistas como columnista, publicando una columna semanal en el periódico Folha de S. Paulo desde 2010.
En 2014, Torres publicó su primera novela, El fin (Fim ), que vendió más de 200.000 copias en Brasil y fue traducida a siete idiomas. En 2023, la novela fue adaptada a una miniserie de 10 episodios para el servicio de transmisión brasileño Globoplay.
En 2017, Torres publicó su segunda novela, A Glória e Seu Cortejo de Horrores.

## Vida personal
Torres es de ascendencia portuguesa e italiana.
Está casada con el productor y director de cine Andrucha Waddington. La pareja tiene dos hijos, Joaquim (nacido en 2000) y Antônio (nacido en 2008). También es madrastra de João (nacido en 1993) y Pedro (nacido en 1995), del primer matrimonio de Andrucha.

## Filmografía

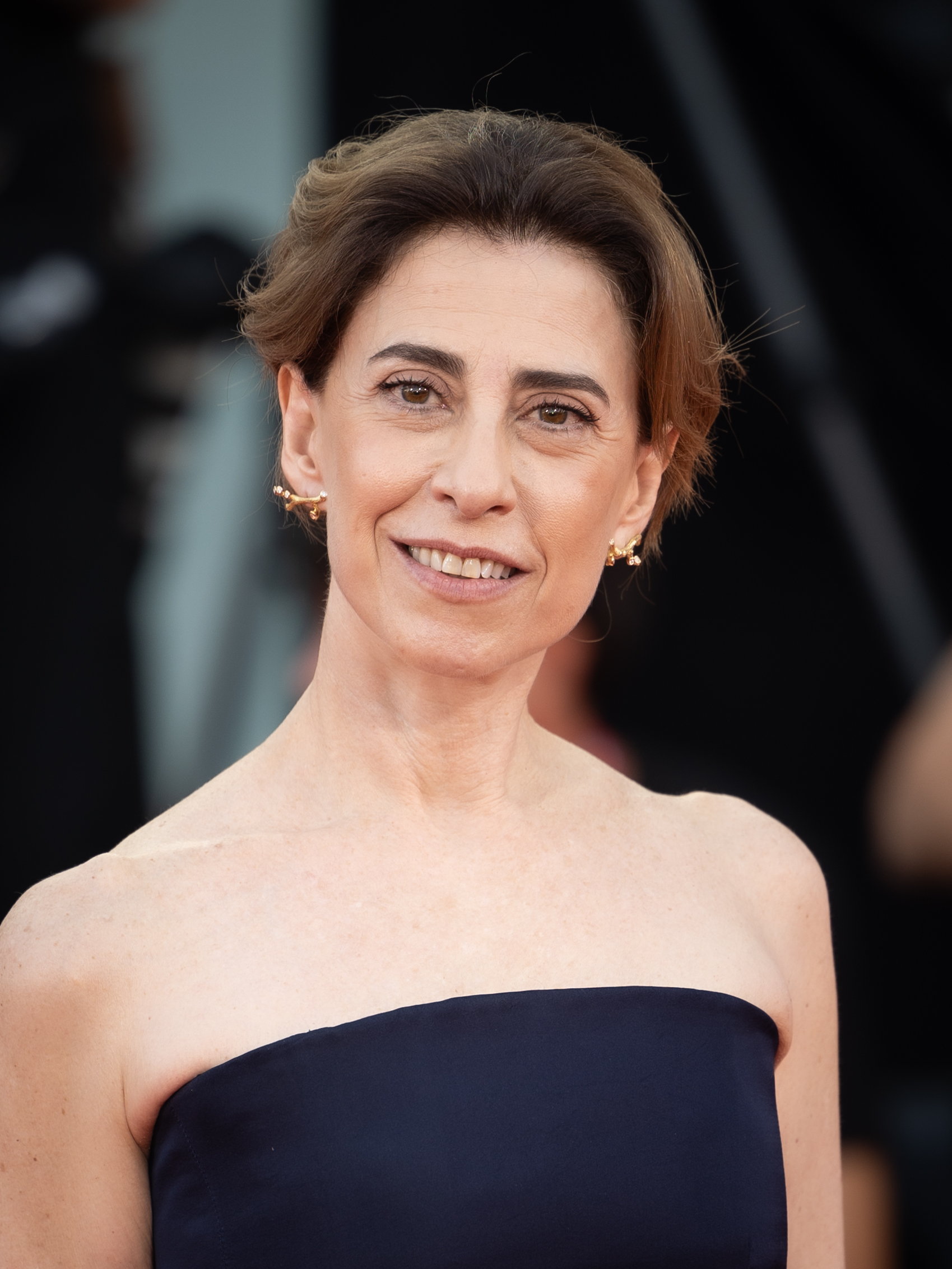
Fernanda Torres en el Festival Internacional de Cine de Venecia de 2024.

### Cine
| Año  | Título                                     | Personaje/Notas                  |
| ---- | ------------------------------------------ | -------------------------------- |
| 1983 | Inocência                                  | Inocência                        |
| 1984 | Amenic - Entre o Discurso e a Prática      | extra                            |
| 1985 | A Marvada Carne                            | Carula                           |
| 1985 | Madame Cartô                               | actriz de voz                    |
| 1985 | Sonho sem Fim                              | Cigana                           |
| 1986 | Eu Sei que Vou te Amar'                    | La mujer                         |
| 1986 | Com Licença, Eu Vou à Luta                 | Eliane Maciel                    |
| 1988 | A Mulher do Próximo                        | Isabel                           |
| 1988 | Fogo e Paixão                              | Mujer comiendo una manzana       |
| 1989 | Kuarup                                     | Francisca                        |
| 1990 | Beijo 2348/72                              | Claudete                         |
| 1991 | A Guerra de um Homem                       |                                  |
| 1993 | Capitalismo Selvagem                       | Elisa Medeiros                   |
| 1996 | O Judeu                                    | Britos Cardoso                   |
| 1996 | Terra Estrangeira'                         | Alex                             |
| 1997 | Miramar                                    | La productora                    |
| 1997 | O Que É Isso, Companheiro?                 | María Augusta Carneiro / Andréia |
| 1998 | O Primeiro Dia                             | Maria                            |
| 1998 | Traição                                    | Irene                            |
| 1999 | Gêmeas                                     | Iara/Marilena                    |
| 2003 | Os Normais                                 | Vani                             |
| 2004 | Redento                                    | Isaura                           |
| 2005 | Casa de Arena                              | Áurea / María                    |
| 2007 | Saneamento Básico                          |                                  |
| 2007 | Jogo de Cena'                              |                                  |
| 2009 | A Mulher Invisível                         | Lucía                            |
| 2009 | Os Normais 2: A Noite Mais Maluca de Todas | Vani                             |
| 2017 | Os 8 Magníficos                            | Ella misma                       |
| 2018 | O Juízo                                    | Como guionista                   |
| 2019 | Babenco: Tell Me When I Die                | Ella misma Documental            |
| 2019 | Lina Bo Bardi – A Marvelous Entanglement   | Lina Bo Bardi                    |
| 2024 | Aún estoy aquí (Ainda Estou Aqui)          | Eunice Paiva                     |

### Televisión

#### Telenovelas
| Año  | Título           | Personaje                    |
| ---- | ---------------- | ---------------------------- |
| 1981 | Baila Comigo     | Fauna Rosa de França         |
| 1981 | Brilhante        | Marília Ribeiro              |
| 1983 | Eu Prometo       | Dayse Cantomaia              |
| 1986 | Selva de Pedra   | Simone Marques / Rosana Reis |
| 2001 | As Filhas da Mãe | Lulu de Luxemburgo           |
| 2005 | Bellísima        | Bia Falcão                   |

#### Miniseries
| Año       | Título            | Personaje            |
| --------- | ----------------- | -------------------- |
| 1983      | Parabéns pra Você | Irene                |
| 1999      | Luna Caliente     | Dora                 |
| 2001-2003 | Os Normais        | Vani                 |
| 2002      | Brava Gente       | Jaci                 |
| 2004      | Um Só Coração     | Fernanda Montenegro  |
| 2010      | As Cariocas       | Cris                 |
| 2011-2015 | Tapas & Beijos    | Fátima de Souza      |
| 2017      | Filhos da Pátria  | Maria Teresa Bulhosa |
| 2018      | Sob Pressão       | Doctora Renata Veiga |

## Teatro
| Año       | Obra                         | Personaje/Notas                                     |
| --------- | ---------------------------- | --------------------------------------------------- |
| 1978      | Un Tango Argentino           | Debut como actriz, obra junto a Fernanda Montenegro |
| 1980      | O mito de Auke               |                                                     |
| 1981      | Pequenos Burgueses           |                                                     |
| 1983–1985 | Rei Lear                     | Cordélia                                            |
| 1989      | Orlando: A Biography         | Orlando                                             |
| 1991      | The Flash and Crash Days     |                                                     |
| 1993      | O Império das Meias Verdades | Porco                                               |
| 1995      | Dom Juan                     |                                                     |
| 1996–1998 | 5x Comédia                   | varios personajes                                   |
| 1998      | Da Gaivota                   | Nina                                                |
| 2000–2001 | Duas Mulheres e um Cadáver   | Ana                                                 |
| 2003–2008 | A Casa dos Budas Ditosos     | Baiana                                              |
| 2009      | Deus é Química               |                                                     |

## Libros
| Año  | Libro                              | Editorial            |
| ---- | ---------------------------------- | -------------------- |
| 2013 | Fim (El Fin)                       | Companhia das Letras |
| 2014 | Sete Anos: Crônicas                | Companhia das Letras |
| 2017 | A Glória e seu Cortejo de Horrores | Companhia das Letras |

## Reconocimientos

### Aún estoy aquí
Torres obtuvo el Globo de Oro a la mejor - Drama y fue nominada en los Premios Satellite por su interpetación en Aún estoy aquí.
El jueves 16 de enero de 2025, Torres fue Entrevistada por Jimmy Kimmel en uno de los talk show más importantes y uno de los que tienen mayores audiencias en la televisión estadounidense. Los estadounidenses también elogiaron la actuación y la actriz recibió aplausos del público. Sin embargo, antes de la entrevista, Fernanda Torres pasó por un momento tenso. Debido a los incendios en Los Ángeles tuvo que abandonar el estado de California, su charla fue pospuesta, pero regresó a la ciudad para el show de Kimmel.
La idolatría es tanta que el nombre de la actriz brasileña terminó entre los temas más sonados de X, antes Twitter. Los usuarios hacen eco de los videos con historias.“Me pareció tan hermoso que Fernanda Torres recibiera una gran ovación del público en el programa de Jimmy Kimmel. No creo que me canse nunca de verla aclamada”, comentó uno de los tantos usuarios.
Premios y nominaciones
| Año  | Premio/Festival                                          | Categoría                             | Trabajo nominado           | Resultado   | Ref.   |
| ---- | -------------------------------------------------------- | ------------------------------------- | -------------------------- | ----------- | ------ |
| 1985 | Gramado Film Festival                                    | Mejor Actriz                          | A Marvada Carne            | Ganadora    |        |
| 1986 | Nantes Three Continents Festival                         | Mejor Actriz                          | Com Licença, Eu Vou à Luta | Ganadora    |        |
| 1986 | Festival de Cannes                                       | Mejor Interpretación Femenina         | Eu Sei que Vou te Amar     | Ganadora    |        |
| 1987 | International Film Festival of India                     | Mejor Actor (femenino)                | Eu Sei que Vou te Amar     | Ganadora    |        |
| 1999 | Brazilia Festival of Brazilian Cinema                    | Mejor Actriz                          | Gêmeas                     | Ganadora    |        |
| 2000 | Cinema Brazil Grand Prize                                | Mejor Actriz                          | Traição                    | Ganadora    |        |
| 2000 | Associação Paulista de Críticos de Arte                  | Mejor Actriz                          | O Primeiro Dia             | Ganadora    |        |
| 2001 | Cinema Brazil Grand Prize                                | Mejor Actriz                          | Gêmeas                     | Ganadora    |        |
| 2004 | Prêmio ACIE de Cinema                                    | Mejor Actriz                          | Os Normais                 | Nominada    |        |
| 2006 | Festival de Cine de Guadalajara                          | Mejor Actriz                          | La casa de arena           | Ganadora    |        |
| 2006 | Prêmio Contigo! de Cinema Nacional                       | Mejor Actriz                          | La casa de arena           | Nominada    |        |
| 2006 | Prêmio Guarani de Cinema Brasileiro                      | Mejor Actriz                          | La casa de arena           | Nominada    |        |
| 2006 | Grande Prêmio do Cinema Brasileiro                       | Mejor Actriz                          | La casa de arena           | Nominada    |        |
| 2024 | Critics Choice Awards Celebration of Cinema & Television | Mejor Actriz – Película International | Aún estoy aquí             | Ganadora    | [ 17 ] |
| 2024 | Los Angeles Film Critics Association                     | Mejor Interpretación Principal        | Aún estoy aquí             | Subcampeona |        |
| 2024 | Folha de S.Paulo                                         | Mejor Interpretación en una película  | Aún estoy aquí             | Ganadora    |        |
| 2025 | Premios Óscar                                            | Mejor Actriz                          | Aún estoy aquí             | Nominada    |        |
| 2025 | Premios Globos de Oro                                    | Mejor Actriz – Drama                  | Aún estoy aquí             | Ganadora    |        |
| 2025 | Satellite Awards                                         | Mejor Actriz - Drama                  | Aún estoy aquí             | Ganadora    |        |
| 2025 | Premios Platino                                          | Mejor Interpretación Femenina         | Aún estoy aquí             | Ganadora    |        |
| 2025 | Premio de Cine APCA                                      | Mejor Actriz                          | Aún estoy aquí             | Nominada    |        |
| 2025 | Premio de la Asociación de Críticos de Puerto Rico       | Mejor Actriz                          | Aún estoy aquí             | Subcampeona |        |